# Beilschmiedia tisserantii
Beilschmiedia tisserantii är en lagerväxtart som beskrevs av A. Cheval.. Beilschmiedia tisserantii ingår i släktet Beilschmiedia och familjen lagerväxter. Inga underarter finns listade i Catalogue of Life.